# Adelheid Puttler
Adelheid Puttler (* 9. Februar 1957 in Augsburg) ist eine deutsche Rechtswissenschaftlerin.

## Leben
Studium der Rechtswissenschaft einschließlich Referendarzeit im Rahmen der einstufigen Juristenausbildung an der Universität Augsburg mit einem Stipendium nach dem Bayerischen Begabtenförderungsgesetz (1981 erste und 1983 zweite juristische Staatsprüfung) absolvierte sie 1985/1986 Graduiertenstudium an der University of Chicago Law School (Master of Laws) und die Promotion 1988. Nach der Habilitation 1999 an der Friedrich-Schiller-Universität Jena ist sie seit 2001 Inhaberin des Lehrstuhls für Öffentliches Recht, insbesondere Europarecht, Völkerrecht und Internationales Wirtschaftsrecht an der Ruhr-Universität Bochum.

## Schriften (Auswahl)
- Völkerrechtliche Grenzen von Export- und Reexportverboten. Eine Darstellung am Beispiel des Rechts der Vereinigten Staaten von Amerika und der Bundesrepublik Deutschland. Baden-Baden 1989, ISBN 3-7890-1715-9.
- mit Burkhard Kämper (Hrsg.): Straßburg und das kirchliche Arbeitsrecht. Welche Folgen hat die Rechtsprechung des Europäischen Gerichtshofes für Menschenrechte für das kirchliche Arbeitsrecht in Deutschland?. Berlin 2013, ISBN 3-428-13968-2.